# Han-gang
Han-gang, Namhan-gang – rzeka w Korei Południowej. Przepływa przez Seul.